# Pompe à huile
Pour les articles homonymes, voir Pompe (homonymie).
Ne doit pas être confondu avec Pompe à l'huile.
La pompe à huile est un dispositif mécanique permettant de lubrifier un moteur pour qu'il puisse fonctionner correctement dans toutes les conditions que l'engin qui l'utilise aura à rencontrer.

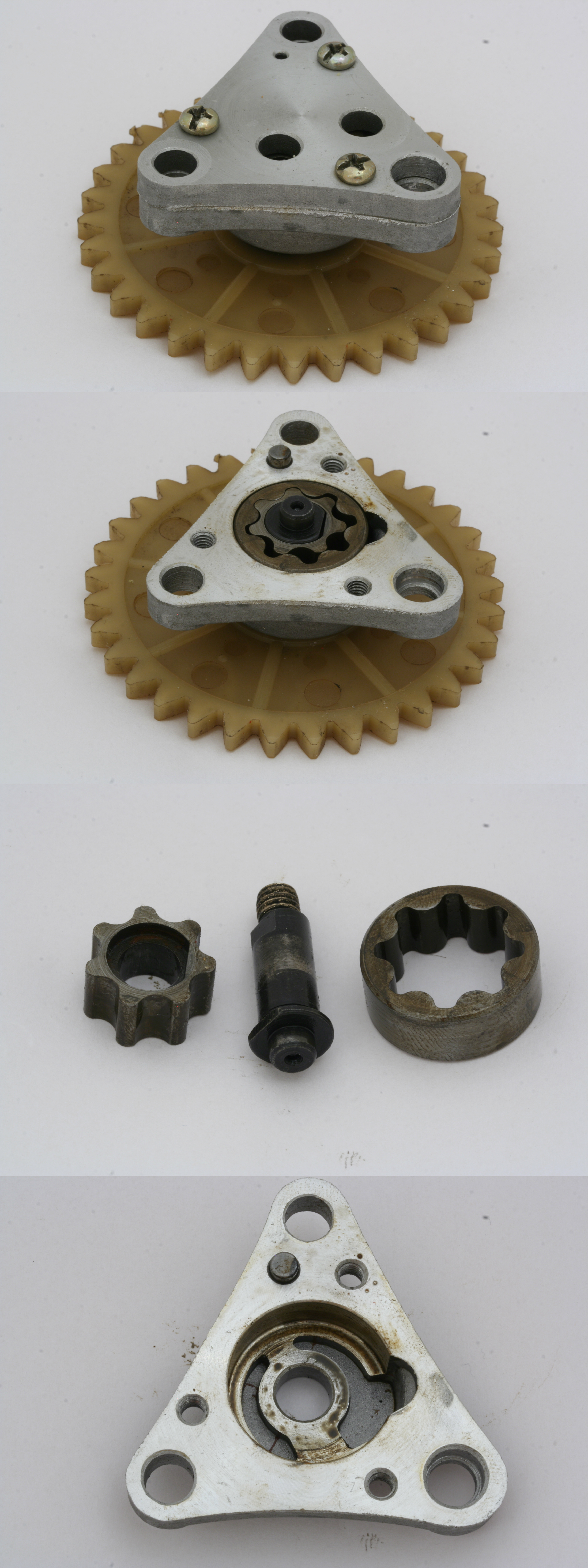
Pompe à huile de type Gerotor démontée d'un moteur de scooter.

## Moteurs deux temps
Dans un moteur deux temps, la lubrification est effectuée par l'aspiration d'un mélange air+essence+huile dans les cylindres. La pompe à huile n'a d'utilité que si le mélange carburant-huile est réalisé juste avant que le mélange carburant-huile vaporisée-air ne soit aspiré par le moteur pour assurer la lubrification de toutes les pièces mécaniques.

## Moteurs quatre temps
La pompe à huile sert à faire circuler le lubrifiant dans toutes les pièces qui en ont besoin. Selon le type de carter, son utilité est légèrement différente.

### Carter humide

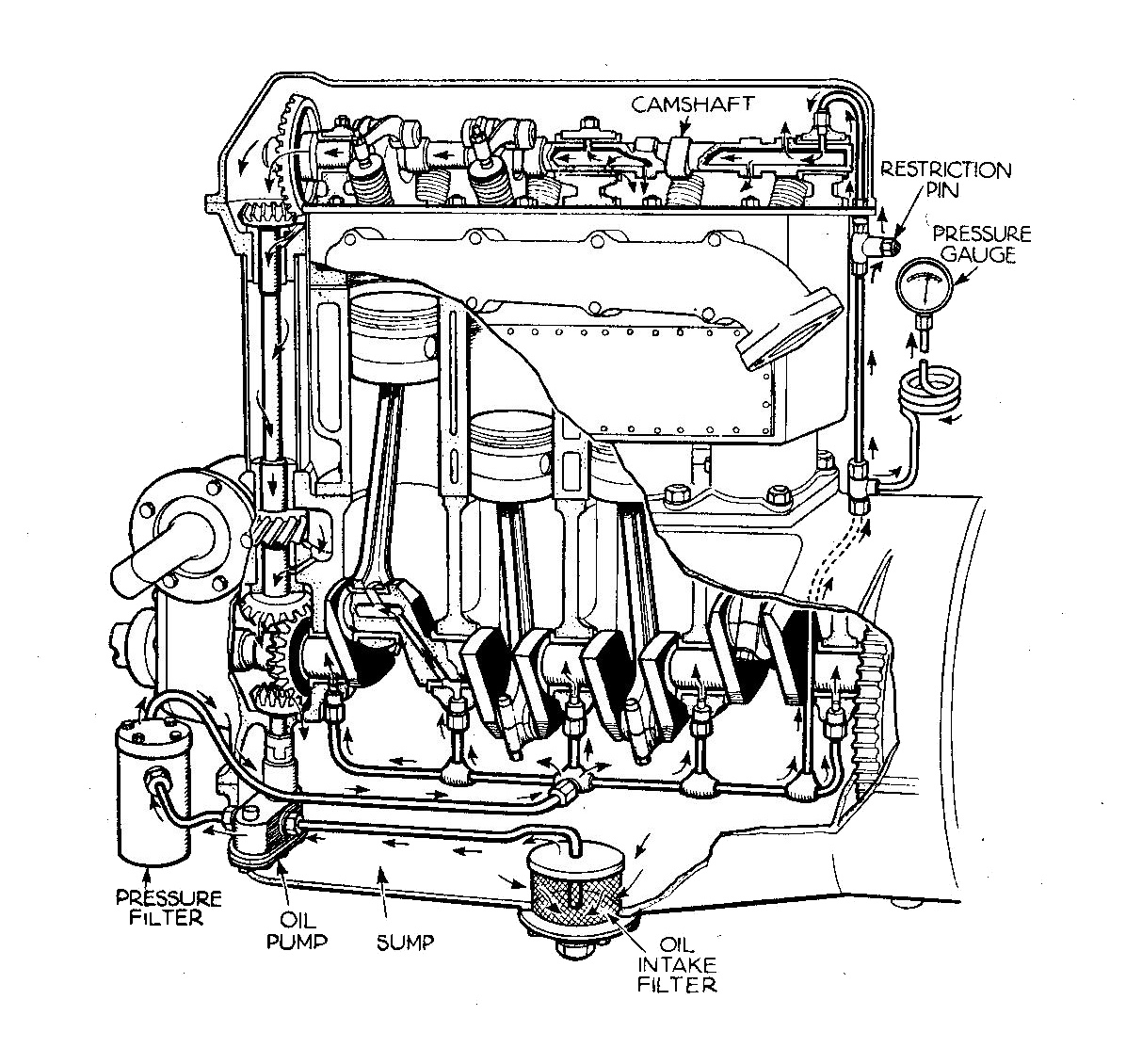
Moteur quatre temps avec carter humide (1935).

Dans un système à carter humide, l'huile est stockée dans un bas du moteur et les pistons viennent « barboter » dans l'huile pendant la rotation de celui-ci. La pompe à huile sert à :
- aspirer l'huile du carter[N 2] ;
- faire passer l'huile dans le filtre ;
- envoyer l'huile dans tout le circuit de lubrification quelle que soit la situation.

L'huile retourne, par gravité, dans le carter après avoir traversé les éléments lubrifiés.
La pompe à huile est le plus souvent entraînée par une chaîne mais certains constructeurs la remplacent par une courroie.

### Carter sec
Dans un système à carter sec, le réservoir d'huile est séparé du bloc-moteur et la pompe à huile maintient la pression dans l'ensemble du circuit. Pour les moteurs en étoile ou de Formule 1, c'est la seule possibilité de lubrification efficace.